# Escut de les Borges Blanques
L'escut oficial de les Borges Blanques té el següent blasonament:
Escut caironat: d'or, quatre pals de gules; ressaltant sobre el tot, un bou passant d'argent sobremuntat d'un ram de tres branques de sinople flordelisades d'argent. Per timbre, una corona de ciutat.

## Història
L'Ajuntament va acordar en ple iniciar l'expedient d'adopció de l'escut el dia 20 de juliol de 2017. Després dels tràmits reglamentaris, l'escut es va aprovar el 22 de febrer de 2018 i fou publicat al DOGC número 7568 de 28 de febrer del mateix any.
L'escut conté com a element principal el bou, que tradicionalment ha estat l'element propi del municipi representat a l'escut acompanyat del senyal dels quatre pals (que representa que el municipi va estar sota la jurisdicció comtal-reial). Finalment, l'escut oficialitzat recupera el senyal del ram de lliris, també present històricament en els escuts de la ciutat però que s'havia perdut recentment. El ram és el senyal típic de la ciutat de Lleida, i a l'escut de les Borges Blanques representa el dret de carrer de Lleida que van aconseguir els habitants borgencs en pagar un cànon censual per redimir-se de la senyoria de Pere de Sanahuja l'any 1344.